# 能生テレビ・FM中継局
能生テレビ・FM中継局（のうテレビ・エフエムちゅうけいきょく）は、新潟県糸魚川市に置かれているNHK-FM放送の中継局である。　
- 2011年7月24日まではNHK新潟放送局のアナログテレビ放送の中継局でもあった。

## 概要
- 当中継局は、新潟県 糸魚川市 崩（山月山）にあり、糸魚川市内に電波を発射している。

## NHK中継局概要

### FM放送
| 放送系統 | ラジオ周波数 | 空中線電力 | ERP     | 放送対象地域 | 放送区域内世帯数 |
| FM放送   | 85.5MHz      | 音声10W    | 音声15W | 新潟県       | 約-世帯          |

### アナログテレビ放送
| 放送系統           | チャンネル | 空中線電力         | ERP                 | 放送対象地域 | 放送区域内世帯数 |
| アナログ総合テレビ | 47ch       | 映像10W / 音声2.5W | 映像62W / 音声15.5W | 新潟県       | 約-世帯          |
| アナログ教育テレビ | 49ch       | 映像10W / 音声2.5W | 映像62W / 音声15.5W | 全国         | 約-世帯          |

### 偏波面
FMラジオ中継局…水平偏波
アナログテレビ中継局…水平偏波　（廃止）